# Candia
|  | No s'ha de confondre amb Càndia. |

|  | Per a altres significats, vegeu «Candia (desambiguació)». |

Candia és una població dels Estats Units a l'estat de Nou Hampshire. Segons el cens del 2007 tenia 4.181 habitants.

## Demografia
Segons el cens del 2000, Candia tenia 3.911 habitants, 1.359 habitatges, i 1.108 famílies. La densitat de població era de 49,8 habitants per km².
Dels 1.359 habitatges en un 40% hi vivien nens de menys de 18 anys, en un 72% hi vivien parelles casades, en un 5,2% dones solteres, i en un 18,4% no eren unitats familiars. En el 12,7% dels habitatges hi vivien persones soles el 3,2% de les quals corresponia a persones de 65 anys o més que vivien soles. El nombre mitjà de persones vivint en cada habitatge era de 2,88 i el nombre mitjà de persones que vivien en cada família era de 3,14.
Per edats la població es repartia de la següent manera: un 26,6% tenia menys de 18 anys, un 6% entre 18 i 24, un 33,6% entre 25 i 44, un 26,5% de 45 a 60 i un 7,2% 65 anys o més.
L'edat mediana era de 38 anys. Per cada 100 dones de 18 o més anys hi havia 102 homes.
La renda mediana per habitatge era de 61.389$ i la renda mediana per família de 67.163$. Els homes tenien una renda mediana de 43.260$ mentre que les dones 31.127$. La renda per capita de la població era de 25.267$. Entorn del 2,3% de les famílies i el 2,6% de la població estaven per davall del llindar de pobresa.